# Bouclier d'automne
Ne pas confondre avec « champion d'automne », titre officieux décerné durant la trêve hivernale, à la moitié du championnat.
Le Bouclier d'automne est une compétition de rugby à XV créée et organisée par le Stade toulousain, durant les années 1970. Elle réunissait les huit meilleures équipes du championnat précédent, peu avant la reprise de championnat. Les matchs se jouaient les mercredis ou jeudis afin de ne pas perturber les rencontres du Championnat de France et du Challenge Yves-du-Manoir entre août et octobre (selon les éditions).
Le club le plus titré est l'AS Béziers avec 7 boucliers d'automne remportés.

## Participants
L'hôte de la compétition invite 7 clubs de l'élite du sud de la France. Parmi les 15 éditions, le club a invité 10 clubs :
- AS Béziers (1970-1977 ; 1980-1984)
- CA Brive (1970-1977 ; 1979)
- FC Lourdes (1970-1982 ; 1984)
- RC Narbonne (1970-1984)
- SC Graulhet (1984)
- Section paloise (1970-1978 ; 1980-1984)
- Stade bagnérais (1978-1980 ; 1982-1983)
- SU Agen (1970-1983)
- USA Perpignan (1977-1981 ; 1983-1984)
- US Dax (1970-1979 ; 1981-1984)

## Format de la compétition
Le Bouclier d'automne se déroulait de la même manière de sa création à sa disparition : quarts, demis et finale. Nouveauté à partir de 1974 et jusqu'en 1983, les demi-finalistes s'affrontaient dans une « petite finale » afin de se partager les troisième et quatrième places.
De 1970 à 1979, tous les matchs se déroulaient dans l'enceinte du Stadium. Lors de l'édition 1980, les quarts se jouent sur différents stades sélectionnés par l'hôte. Il s'agit des stades Armandie, Maurice-Boyau, Aimé-Giral et du Parc des Sports de Sauclières.
En 1982, les matchs au Stadium sont délocalisés au nouveau stade des Sept-Deniers, désormais propriété du Stade toulousain à la suite de la destruction des Ponts-Jumeaux.

## Éditions (1970-1984)

### Édition 1970
|  | Quarts de finale                            | Quarts de finale                           |                  |    | Demi-finales                                | Demi-finales                                |  |  | Finale                                    | Finale                                    |
|  | Quarts de finale                            | Quarts de finale                           |                  |    | Demi-finales                                | Demi-finales                                |  |  | Finale                                    | Finale                                    |
|  |                                             |                                            |                  |    |                                             |                                             |  |  |                                           |                                           |
|  | 5 septembre 1970, Stadium municipal, 20h30  | 5 septembre 1970, Stadium municipal, 20h30 |                  |    | 23 septembre 1970, Stadium municipal, 20h30 | 23 septembre 1970, Stadium municipal, 20h30 |  |  | 30 septembre 1970, Stadium municipal, 21h | 30 septembre 1970, Stadium municipal, 21h |
|  | 5 septembre 1970, Stadium municipal, 20h30  | 5 septembre 1970, Stadium municipal, 20h30 |                  |    | 23 septembre 1970, Stadium municipal, 20h30 | 23 septembre 1970, Stadium municipal, 20h30 |  |  | 30 septembre 1970, Stadium municipal, 21h | 30 septembre 1970, Stadium municipal, 21h |
|  | AS Béziers                                  | 26                                         |                  |    | 23 septembre 1970, Stadium municipal, 20h30 | 23 septembre 1970, Stadium municipal, 20h30 |  |  | 30 septembre 1970, Stadium municipal, 21h | 30 septembre 1970, Stadium municipal, 21h |
|  | AS Béziers                                  | 26                                         |                  |    | 23 septembre 1970, Stadium municipal, 20h30 | 23 septembre 1970, Stadium municipal, 20h30 |  |  | 30 septembre 1970, Stadium municipal, 21h | 30 septembre 1970, Stadium municipal, 21h |
|  | US Dax                                      | 0                                          |                  |    | 23 septembre 1970, Stadium municipal, 20h30 | 23 septembre 1970, Stadium municipal, 20h30 |  |  | 30 septembre 1970, Stadium municipal, 21h | 30 septembre 1970, Stadium municipal, 21h |
|  | US Dax                                      | 0                                          | AS Béziers       | 19 |                                             |                                             |  |  | 30 septembre 1970, Stadium municipal, 21h | 30 septembre 1970, Stadium municipal, 21h |
|  | 5 septembre 1970, Stadium municipal, 22h    |                                            | AS Béziers       | 19 |                                             |                                             |  |  | 30 septembre 1970, Stadium municipal, 21h | 30 septembre 1970, Stadium municipal, 21h |
|  |                                             | CA Brive                                   | 9                |    |                                             |                                             |  |  | 30 septembre 1970, Stadium municipal, 21h | 30 septembre 1970, Stadium municipal, 21h |
|  | CA Brive                                    | CA Brive                                   | 9                | 14 |                                             |                                             |  |  | 30 septembre 1970, Stadium municipal, 21h | 30 septembre 1970, Stadium municipal, 21h |
|  | CA Brive                                    |                                            |                  | 14 |                                             |                                             |  |  | 30 septembre 1970, Stadium municipal, 21h | 30 septembre 1970, Stadium municipal, 21h |
|  | Section paloise                             | 6                                          |                  |    |                                             |                                             |  |  | 30 septembre 1970, Stadium municipal, 21h | 30 septembre 1970, Stadium municipal, 21h |
|  | Section paloise                             | 6                                          | AS Béziers       | 11 |                                             |                                             |  |  |                                           |                                           |
|  | 16 septembre 1970, Stadium municipal, 20h30 |                                            | AS Béziers       | 11 |                                             |                                             |  |  |                                           |                                           |
|  |                                             | Stade toulousain                           | 6                |    |                                             |                                             |  |  |                                           |                                           |
|  | SU Agen                                     | Stade toulousain                           | 6                | 12 |                                             |                                             |  |  |                                           |                                           |
|  | SU Agen                                     | 23 septembre 1970, Stadium municipal, 22h  |                  | 12 |                                             |                                             |  |  |                                           |                                           |
|  | FC Lourdes                                  | 17                                         |                  |    |                                             |                                             |  |  |                                           |                                           |
|  | FC Lourdes                                  | 17                                         | Stade toulousain | 20 |                                             |                                             |  |  |                                           |                                           |
|  | 16 septembre 1970, Stadium municipal, 22h   |                                            | Stade toulousain | 20 |                                             |                                             |  |  |                                           |                                           |
|  |                                             | FC Lourdes                                 | 5                |    |                                             |                                             |  |  |                                           |                                           |
|  | Stade toulousain                            | FC Lourdes                                 | 5                | 42 |                                             |                                             |  |  |                                           |                                           |
|  | Stade toulousain                            |                                            |                  | 42 |                                             |                                             |  |  |                                           |                                           |
|  | RC Narbonne                                 | 5                                          |                  |    |                                             |                                             |  |  |                                           |                                           |
|  | RC Narbonne                                 | 5                                          |                  |    |                                             |                                             |  |  |                                           |                                           |

### Édition 1971
|  | Quarts de finale                             | Quarts de finale                             |             |    | Demi-finales                                | Demi-finales                                |  |  | Finale                                    | Finale                                    |
|  | Quarts de finale                             | Quarts de finale                             |             |    | Demi-finales                                | Demi-finales                                |  |  | Finale                                    | Finale                                    |
|  |                                              |                                              |             |    |                                             |                                             |  |  |                                           |                                           |
|  | 1er septembre 1971, Stadium municipal, 20h30 | 1er septembre 1971, Stadium municipal, 20h30 |             |    | 15 septembre 1971, Stadium municipal, 20h30 | 15 septembre 1971, Stadium municipal, 20h30 |  |  | 22 septembre 1971, Stadium municipal, 21h | 22 septembre 1971, Stadium municipal, 21h |
|  | 1er septembre 1971, Stadium municipal, 20h30 | 1er septembre 1971, Stadium municipal, 20h30 |             |    | 15 septembre 1971, Stadium municipal, 20h30 | 15 septembre 1971, Stadium municipal, 20h30 |  |  | 22 septembre 1971, Stadium municipal, 21h | 22 septembre 1971, Stadium municipal, 21h |
|  | AS Béziers                                   | 36                                           |             |    | 15 septembre 1971, Stadium municipal, 20h30 | 15 septembre 1971, Stadium municipal, 20h30 |  |  | 22 septembre 1971, Stadium municipal, 21h | 22 septembre 1971, Stadium municipal, 21h |
|  | AS Béziers                                   | 36                                           |             |    | 15 septembre 1971, Stadium municipal, 20h30 | 15 septembre 1971, Stadium municipal, 20h30 |  |  | 22 septembre 1971, Stadium municipal, 21h | 22 septembre 1971, Stadium municipal, 21h |
|  | Section paloise                              | 3                                            |             |    | 15 septembre 1971, Stadium municipal, 20h30 | 15 septembre 1971, Stadium municipal, 20h30 |  |  | 22 septembre 1971, Stadium municipal, 21h | 22 septembre 1971, Stadium municipal, 21h |
|  | Section paloise                              | 3                                            | AS Béziers  | 17 |                                             |                                             |  |  | 22 septembre 1971, Stadium municipal, 21h | 22 septembre 1971, Stadium municipal, 21h |
|  | 1er septembre 1971, Stadium municipal, 22h   |                                              | AS Béziers  | 17 |                                             |                                             |  |  | 22 septembre 1971, Stadium municipal, 21h | 22 septembre 1971, Stadium municipal, 21h |
|  |                                              | SU Agen                                      | 3           |    |                                             |                                             |  |  | 22 septembre 1971, Stadium municipal, 21h | 22 septembre 1971, Stadium municipal, 21h |
|  | SU Agen                                      | SU Agen                                      | 3           | 21 |                                             |                                             |  |  | 22 septembre 1971, Stadium municipal, 21h | 22 septembre 1971, Stadium municipal, 21h |
|  | SU Agen                                      |                                              |             | 21 |                                             |                                             |  |  | 22 septembre 1971, Stadium municipal, 21h | 22 septembre 1971, Stadium municipal, 21h |
|  | US Dax                                       | 12                                           |             |    |                                             |                                             |  |  | 22 septembre 1971, Stadium municipal, 21h | 22 septembre 1971, Stadium municipal, 21h |
|  | US Dax                                       | 12                                           | AS Béziers  | 6  |                                             |                                             |  |  |                                           |                                           |
|  | 8 septembre 1971, Stadium municipal, 20h30   |                                              | AS Béziers  | 6  |                                             |                                             |  |  |                                           |                                           |
|  |                                              | RC Narbonne                                  | 4           |    |                                             |                                             |  |  |                                           |                                           |
|  | RC Narbonne                                  | RC Narbonne                                  | 4           | 12 |                                             |                                             |  |  |                                           |                                           |
|  | RC Narbonne                                  | 15 septembre 1971, Stadium municipal, 22h    |             | 12 |                                             |                                             |  |  |                                           |                                           |
|  | CA Brive                                     | 6                                            |             |    |                                             |                                             |  |  |                                           |                                           |
|  | CA Brive                                     | 6                                            | RC Narbonne | 31 |                                             |                                             |  |  |                                           |                                           |
|  | 8 septembre 1971, Stadium municipal, 22h     |                                              | RC Narbonne | 31 |                                             |                                             |  |  |                                           |                                           |
|  |                                              | FC Lourdes                                   | 4           |    |                                             |                                             |  |  |                                           |                                           |
|  | Stade toulousain                             | FC Lourdes                                   | 4           | 3  |                                             |                                             |  |  |                                           |                                           |
|  | Stade toulousain                             |                                              |             | 3  |                                             |                                             |  |  |                                           |                                           |
|  | FC Lourdes                                   | 6                                            |             |    |                                             |                                             |  |  |                                           |                                           |
|  | FC Lourdes                                   | 6                                            |             |    |                                             |                                             |  |  |                                           |                                           |

### Édition 1972
La demi-finale entre Toulouse et Béziers voit la qualification des biterrois au bénéfice de l'essai.
|  | Quarts de finale                            | Quarts de finale                           |            |    | Demi-finales                                | Demi-finales                                |  |  | Finale                                    | Finale                                    |
|  | Quarts de finale                            | Quarts de finale                           |            |    | Demi-finales                                | Demi-finales                                |  |  | Finale                                    | Finale                                    |
|  |                                             |                                            |            |    |                                             |                                             |  |  |                                           |                                           |
|  | 6 septembre 1972, Stadium municipal, 20h30  | 6 septembre 1972, Stadium municipal, 20h30 |            |    | 20 septembre 1972, Stadium municipal, 20h30 | 20 septembre 1972, Stadium municipal, 20h30 |  |  | 27 septembre 1972, Stadium municipal, 21h | 27 septembre 1972, Stadium municipal, 21h |
|  | 6 septembre 1972, Stadium municipal, 20h30  | 6 septembre 1972, Stadium municipal, 20h30 |            |    | 20 septembre 1972, Stadium municipal, 20h30 | 20 septembre 1972, Stadium municipal, 20h30 |  |  | 27 septembre 1972, Stadium municipal, 21h | 27 septembre 1972, Stadium municipal, 21h |
|  | SU Agen                                     | 24                                         |            |    | 20 septembre 1972, Stadium municipal, 20h30 | 20 septembre 1972, Stadium municipal, 20h30 |  |  | 27 septembre 1972, Stadium municipal, 21h | 27 septembre 1972, Stadium municipal, 21h |
|  | SU Agen                                     | 24                                         |            |    | 20 septembre 1972, Stadium municipal, 20h30 | 20 septembre 1972, Stadium municipal, 20h30 |  |  | 27 septembre 1972, Stadium municipal, 21h | 27 septembre 1972, Stadium municipal, 21h |
|  | RC Narbonne                                 | 19                                         |            |    | 20 septembre 1972, Stadium municipal, 20h30 | 20 septembre 1972, Stadium municipal, 20h30 |  |  | 27 septembre 1972, Stadium municipal, 21h | 27 septembre 1972, Stadium municipal, 21h |
|  | RC Narbonne                                 | 19                                         | SU Agen    | 7  |                                             |                                             |  |  | 27 septembre 1972, Stadium municipal, 21h | 27 septembre 1972, Stadium municipal, 21h |
|  | 13 septembre 1972, Stadium municipal, 22h   |                                            | SU Agen    | 7  |                                             |                                             |  |  | 27 septembre 1972, Stadium municipal, 21h | 27 septembre 1972, Stadium municipal, 21h |
|  |                                             | CA Brive                                   | 17         |    |                                             |                                             |  |  | 27 septembre 1972, Stadium municipal, 21h | 27 septembre 1972, Stadium municipal, 21h |
|  | CA Brive                                    | CA Brive                                   | 17         | 23 |                                             |                                             |  |  | 27 septembre 1972, Stadium municipal, 21h | 27 septembre 1972, Stadium municipal, 21h |
|  | CA Brive                                    |                                            |            | 23 |                                             |                                             |  |  | 27 septembre 1972, Stadium municipal, 21h | 27 septembre 1972, Stadium municipal, 21h |
|  | US Dax                                      | 7                                          |            |    |                                             |                                             |  |  | 27 septembre 1972, Stadium municipal, 21h | 27 septembre 1972, Stadium municipal, 21h |
|  | US Dax                                      | 7                                          | CA Brive   | 16 |                                             |                                             |  |  |                                           |                                           |
|  | 6 septembre 1972, Stadium municipal, 22h    |                                            | CA Brive   | 16 |                                             |                                             |  |  |                                           |                                           |
|  |                                             | AS Béziers                                 | 10         |    |                                             |                                             |  |  |                                           |                                           |
|  | AS Béziers                                  | AS Béziers                                 | 10         | 19 |                                             |                                             |  |  |                                           |                                           |
|  | AS Béziers                                  | 20 septembre 1972, Stadium municipal, 22h  |            | 19 |                                             |                                             |  |  |                                           |                                           |
|  | FC Lourdes                                  | 12                                         |            |    |                                             |                                             |  |  |                                           |                                           |
|  | FC Lourdes                                  | 12                                         | AS Béziers | 6  |                                             |                                             |  |  |                                           |                                           |
|  | 13 septembre 1972, Stadium municipal, 20h30 |                                            | AS Béziers | 6  |                                             |                                             |  |  |                                           |                                           |
|  |                                             | Stade toulousain                           | 6          |    |                                             |                                             |  |  |                                           |                                           |
|  | Stade toulousain                            | Stade toulousain                           | 6          | 22 |                                             |                                             |  |  |                                           |                                           |
|  | Stade toulousain                            |                                            |            | 22 |                                             |                                             |  |  |                                           |                                           |
|  | Section paloise                             | 16                                         |            |    |                                             |                                             |  |  |                                           |                                           |
|  | Section paloise                             | 16                                         |            |    |                                             |                                             |  |  |                                           |                                           |

### Édition 1973
|  | Quarts de finale                            | Quarts de finale                           |             |    | Demi-finales                                | Demi-finales                                |  |  | Finale                                    | Finale                                    |
|  | Quarts de finale                            | Quarts de finale                           |             |    | Demi-finales                                | Demi-finales                                |  |  | Finale                                    | Finale                                    |
|  |                                             |                                            |             |    |                                             |                                             |  |  |                                           |                                           |
|  | 5 septembre 1973, Stadium municipal, 20h30  | 5 septembre 1973, Stadium municipal, 20h30 |             |    | 19 septembre 1973, Stadium municipal, 20h30 | 19 septembre 1973, Stadium municipal, 20h30 |  |  | 26 septembre 1973, Stadium municipal, 21h | 26 septembre 1973, Stadium municipal, 21h |
|  | 5 septembre 1973, Stadium municipal, 20h30  | 5 septembre 1973, Stadium municipal, 20h30 |             |    | 19 septembre 1973, Stadium municipal, 20h30 | 19 septembre 1973, Stadium municipal, 20h30 |  |  | 26 septembre 1973, Stadium municipal, 21h | 26 septembre 1973, Stadium municipal, 21h |
|  | AS Béziers                                  | 23                                         |             |    | 19 septembre 1973, Stadium municipal, 20h30 | 19 septembre 1973, Stadium municipal, 20h30 |  |  | 26 septembre 1973, Stadium municipal, 21h | 26 septembre 1973, Stadium municipal, 21h |
|  | AS Béziers                                  | 23                                         |             |    | 19 septembre 1973, Stadium municipal, 20h30 | 19 septembre 1973, Stadium municipal, 20h30 |  |  | 26 septembre 1973, Stadium municipal, 21h | 26 septembre 1973, Stadium municipal, 21h |
|  | US Dax                                      | 13                                         |             |    | 19 septembre 1973, Stadium municipal, 20h30 | 19 septembre 1973, Stadium municipal, 20h30 |  |  | 26 septembre 1973, Stadium municipal, 21h | 26 septembre 1973, Stadium municipal, 21h |
|  | US Dax                                      | 13                                         | AS Béziers  | 6  |                                             |                                             |  |  | 26 septembre 1973, Stadium municipal, 21h | 26 septembre 1973, Stadium municipal, 21h |
|  | 12 septembre 1973, Stadium municipal, 22h   |                                            | AS Béziers  | 6  |                                             |                                             |  |  | 26 septembre 1973, Stadium municipal, 21h | 26 septembre 1973, Stadium municipal, 21h |
|  |                                             | SU Agen                                    | 16          |    |                                             |                                             |  |  | 26 septembre 1973, Stadium municipal, 21h | 26 septembre 1973, Stadium municipal, 21h |
|  | CA Brive                                    | SU Agen                                    | 16          | 7  |                                             |                                             |  |  | 26 septembre 1973, Stadium municipal, 21h | 26 septembre 1973, Stadium municipal, 21h |
|  | CA Brive                                    |                                            |             | 7  |                                             |                                             |  |  | 26 septembre 1973, Stadium municipal, 21h | 26 septembre 1973, Stadium municipal, 21h |
|  | SU Agen                                     | 12                                         |             |    |                                             |                                             |  |  | 26 septembre 1973, Stadium municipal, 21h | 26 septembre 1973, Stadium municipal, 21h |
|  | SU Agen                                     | 12                                         | SU Agen     | 19 |                                             |                                             |  |  |                                           |                                           |
|  | 12 septembre 1973, Stadium municipal, 20h30 |                                            | SU Agen     | 19 |                                             |                                             |  |  |                                           |                                           |
|  |                                             | Section paloise                            | 9           |    |                                             |                                             |  |  |                                           |                                           |
|  | RC Narbonne                                 | Section paloise                            | 9           | 19 |                                             |                                             |  |  |                                           |                                           |
|  | RC Narbonne                                 | 19 septembre 1973, Stadium municipal, 22h  |             | 19 |                                             |                                             |  |  |                                           |                                           |
|  | FC Lourdes                                  | 4                                          |             |    |                                             |                                             |  |  |                                           |                                           |
|  | FC Lourdes                                  | 4                                          | RC Narbonne | 16 |                                             |                                             |  |  |                                           |                                           |
|  | 5 septembre 1973, Stadium municipal, 22h    |                                            | RC Narbonne | 16 |                                             |                                             |  |  |                                           |                                           |
|  |                                             | Section paloise                            | 18          |    |                                             |                                             |  |  |                                           |                                           |
|  | Stade toulousain                            | Section paloise                            | 18          | 26 |                                             |                                             |  |  |                                           |                                           |
|  | Stade toulousain                            |                                            |             | 26 |                                             |                                             |  |  |                                           |                                           |
|  | Section paloise                             | 40                                         |             |    |                                             |                                             |  |  |                                           |                                           |
|  | Section paloise                             | 40                                         |             |    |                                             |                                             |  |  |                                           |                                           |

### Édition 1974
Introduction de la Petite finale en gala d'ouverture du jour de la finale.
|  | Quarts de finale                            | Quarts de finale                           |                                             |                                             | Demi-finales                                | Demi-finales                                |    |  | Finale                                    | Finale                                    |
|  | Quarts de finale                            | Quarts de finale                           |                                             |                                             | Demi-finales                                | Demi-finales                                |    |  | Finale                                    | Finale                                    |
|  |                                             |                                            |                                             |                                             |                                             |                                             |    |  |                                           |                                           |
|  | 4 septembre 1974, Stadium municipal, 20h30  | 4 septembre 1974, Stadium municipal, 20h30 |                                             |                                             | 18 septembre 1974, Stadium municipal, 20h30 | 18 septembre 1974, Stadium municipal, 20h30 |    |  | 26 septembre 1974, Stadium municipal, 22h | 26 septembre 1974, Stadium municipal, 22h |
|  | 4 septembre 1974, Stadium municipal, 20h30  | 4 septembre 1974, Stadium municipal, 20h30 |                                             |                                             | 18 septembre 1974, Stadium municipal, 20h30 | 18 septembre 1974, Stadium municipal, 20h30 |    |  | 26 septembre 1974, Stadium municipal, 22h | 26 septembre 1974, Stadium municipal, 22h |
|  | RC Narbonne                                 | 18                                         |                                             |                                             | 18 septembre 1974, Stadium municipal, 20h30 | 18 septembre 1974, Stadium municipal, 20h30 |    |  | 26 septembre 1974, Stadium municipal, 22h | 26 septembre 1974, Stadium municipal, 22h |
|  | RC Narbonne                                 | 18                                         |                                             |                                             | 18 septembre 1974, Stadium municipal, 20h30 | 18 septembre 1974, Stadium municipal, 20h30 |    |  | 26 septembre 1974, Stadium municipal, 22h | 26 septembre 1974, Stadium municipal, 22h |
|  | SU Agen                                     | 6                                          |                                             |                                             | 18 septembre 1974, Stadium municipal, 20h30 | 18 septembre 1974, Stadium municipal, 20h30 |    |  | 26 septembre 1974, Stadium municipal, 22h | 26 septembre 1974, Stadium municipal, 22h |
|  | SU Agen                                     | 6                                          | RC Narbonne                                 | 22                                          |                                             |                                             |    |  | 26 septembre 1974, Stadium municipal, 22h | 26 septembre 1974, Stadium municipal, 22h |
|  | 4 septembre 1974, Stadium municipal, 22h    |                                            | RC Narbonne                                 | 22                                          |                                             |                                             |    |  | 26 septembre 1974, Stadium municipal, 22h | 26 septembre 1974, Stadium municipal, 22h |
|  |                                             | US Dax                                     | 19                                          |                                             |                                             |                                             |    |  | 26 septembre 1974, Stadium municipal, 22h | 26 septembre 1974, Stadium municipal, 22h |
|  | US Dax                                      | US Dax                                     | 19                                          | 12                                          |                                             |                                             |    |  | 26 septembre 1974, Stadium municipal, 22h | 26 septembre 1974, Stadium municipal, 22h |
|  | US Dax                                      |                                            |                                             | 12                                          |                                             |                                             |    |  | 26 septembre 1974, Stadium municipal, 22h | 26 septembre 1974, Stadium municipal, 22h |
|  | CA Brive                                    | 11                                         |                                             |                                             |                                             |                                             |    |  | 26 septembre 1974, Stadium municipal, 22h | 26 septembre 1974, Stadium municipal, 22h |
|  | CA Brive                                    | 11                                         | RC Narbonne                                 | 0                                           |                                             |                                             |    |  |                                           |                                           |
|  | 11 septembre 1974, Stadium municipal, 20h30 |                                            | RC Narbonne                                 | 0                                           |                                             |                                             |    |  |                                           |                                           |
|  |                                             | AS Béziers                                 | 26                                          |                                             |                                             |                                             |    |  |                                           |                                           |
|  | Stade toulousain                            | AS Béziers                                 | 26                                          | 17                                          |                                             |                                             |    |  |                                           |                                           |
|  | Stade toulousain                            | 18 septembre 1974, Stadium municipal, 22h  |                                             | 17                                          |                                             |                                             |    |  |                                           |                                           |
|  | FC Lourdes                                  | 6                                          |                                             |                                             |                                             |                                             |    |  |                                           |                                           |
|  | FC Lourdes                                  | 6                                          | Stade toulousain                            | 9                                           |                                             |                                             |    |  |                                           |                                           |
|  | 11 septembre 1974, Stadium municipal, 22h   | 11 septembre 1974, Stadium municipal, 22h  | Stade toulousain                            | 9                                           | Petite finale                               | Petite finale                               |    |  |                                           |                                           |
|  | 11 septembre 1974, Stadium municipal, 22h   | 11 septembre 1974, Stadium municipal, 22h  |                                             | AS Béziers                                  | Petite finale                               | Petite finale                               | 16 |  |                                           |                                           |
|  | AS Béziers                                  | 37                                         | 26 septembre 1974, Stadium municipal, 20h30 | 26 septembre 1974, Stadium municipal, 20h30 |                                             |                                             | 16 |  |                                           |                                           |
|  | AS Béziers                                  | 37                                         | 26 septembre 1974, Stadium municipal, 20h30 | 26 septembre 1974, Stadium municipal, 20h30 |                                             |                                             |    |  |                                           |                                           |
|  | Section paloise                             | 15                                         |                                             | US Dax                                      | 13                                          |                                             |    |  |                                           |                                           |
|  | Section paloise                             | 15                                         |                                             | US Dax                                      | 13                                          |                                             |    |  |                                           |                                           |
|  |                                             |                                            |                                             |                                             |                                             |                                             |    |  | Stade toulousain                          | 18                                        |
|  |                                             |                                            |                                             |                                             |                                             |                                             |    |  | Stade toulousain                          | 18                                        |

### Édition 1975
|  | Quarts de finale                            | Quarts de finale                           |                                          |                                          | Demi-finales                                | Demi-finales                                |   |  | Finale                                 | Finale                                 |
|  | Quarts de finale                            | Quarts de finale                           |                                          |                                          | Demi-finales                                | Demi-finales                                |   |  | Finale                                 | Finale                                 |
|  |                                             |                                            |                                          |                                          |                                             |                                             |   |  |                                        |                                        |
|  | 3 septembre 1975, Stadium municipal, 20h30  | 3 septembre 1975, Stadium municipal, 20h30 |                                          |                                          | 24 septembre 1975, Stadium municipal, 20h30 | 24 septembre 1975, Stadium municipal, 20h30 |   |  | 8 octobre 1975, Stadium municipal, 22h | 8 octobre 1975, Stadium municipal, 22h |
|  | 3 septembre 1975, Stadium municipal, 20h30  | 3 septembre 1975, Stadium municipal, 20h30 |                                          |                                          | 24 septembre 1975, Stadium municipal, 20h30 | 24 septembre 1975, Stadium municipal, 20h30 |   |  | 8 octobre 1975, Stadium municipal, 22h | 8 octobre 1975, Stadium municipal, 22h |
|  | RC Narbonne                                 | 12                                         |                                          |                                          | 24 septembre 1975, Stadium municipal, 20h30 | 24 septembre 1975, Stadium municipal, 20h30 |   |  | 8 octobre 1975, Stadium municipal, 22h | 8 octobre 1975, Stadium municipal, 22h |
|  | RC Narbonne                                 | 12                                         |                                          |                                          | 24 septembre 1975, Stadium municipal, 20h30 | 24 septembre 1975, Stadium municipal, 20h30 |   |  | 8 octobre 1975, Stadium municipal, 22h | 8 octobre 1975, Stadium municipal, 22h |
|  | Section paloise                             | 6                                          |                                          |                                          | 24 septembre 1975, Stadium municipal, 20h30 | 24 septembre 1975, Stadium municipal, 20h30 |   |  | 8 octobre 1975, Stadium municipal, 22h | 8 octobre 1975, Stadium municipal, 22h |
|  | Section paloise                             | 6                                          | RC Narbonne                              | 6                                        |                                             |                                             |   |  | 8 octobre 1975, Stadium municipal, 22h | 8 octobre 1975, Stadium municipal, 22h |
|  | 3 septembre 1975, Stadium municipal, 22h    |                                            | RC Narbonne                              | 6                                        |                                             |                                             |   |  | 8 octobre 1975, Stadium municipal, 22h | 8 octobre 1975, Stadium municipal, 22h |
|  |                                             | AS Béziers                                 | 13                                       |                                          |                                             |                                             |   |  | 8 octobre 1975, Stadium municipal, 22h | 8 octobre 1975, Stadium municipal, 22h |
|  | AS Béziers                                  | AS Béziers                                 | 13                                       | 23                                       |                                             |                                             |   |  | 8 octobre 1975, Stadium municipal, 22h | 8 octobre 1975, Stadium municipal, 22h |
|  | AS Béziers                                  |                                            |                                          | 23                                       |                                             |                                             |   |  | 8 octobre 1975, Stadium municipal, 22h | 8 octobre 1975, Stadium municipal, 22h |
|  | FC Lourdes                                  | 4                                          |                                          |                                          |                                             |                                             |   |  | 8 octobre 1975, Stadium municipal, 22h | 8 octobre 1975, Stadium municipal, 22h |
|  | FC Lourdes                                  | 4                                          | AS Béziers                               | 22                                       |                                             |                                             |   |  |                                        |                                        |
|  | 12 septembre 1975, Stadium municipal, 20h30 |                                            | AS Béziers                               | 22                                       |                                             |                                             |   |  |                                        |                                        |
|  |                                             | SU Agen                                    | 23                                       |                                          |                                             |                                             |   |  |                                        |                                        |
|  | SU Agen                                     | SU Agen                                    | 23                                       | 20                                       |                                             |                                             |   |  |                                        |                                        |
|  | SU Agen                                     | 24 septembre 1975, Stadium municipal, 22h  |                                          | 20                                       |                                             |                                             |   |  |                                        |                                        |
|  | US Dax                                      | 8                                          |                                          |                                          |                                             |                                             |   |  |                                        |                                        |
|  | US Dax                                      | 8                                          | SU Agen                                  | 24                                       |                                             |                                             |   |  |                                        |                                        |
|  | 12 septembre 1975, Stadium municipal, 22h   | 12 septembre 1975, Stadium municipal, 22h  | SU Agen                                  | 24                                       | Petite finale                               | Petite finale                               |   |  |                                        |                                        |
|  | 12 septembre 1975, Stadium municipal, 22h   | 12 septembre 1975, Stadium municipal, 22h  |                                          | Stade toulousain                         | Petite finale                               | Petite finale                               | 9 |  |                                        |                                        |
|  | Stade toulousain                            | 14                                         | 8 octobre 1975, Stadium municipal, 20h30 | 8 octobre 1975, Stadium municipal, 20h30 |                                             |                                             | 9 |  |                                        |                                        |
|  | Stade toulousain                            | 14                                         | 8 octobre 1975, Stadium municipal, 20h30 | 8 octobre 1975, Stadium municipal, 20h30 |                                             |                                             |   |  |                                        |                                        |
|  | CA Brive                                    | 3                                          |                                          | RC Narbonne                              | 13                                          |                                             |   |  |                                        |                                        |
|  | CA Brive                                    | 3                                          |                                          | RC Narbonne                              | 13                                          |                                             |   |  |                                        |                                        |
|  |                                             |                                            |                                          |                                          |                                             |                                             |   |  | Stade toulousain                       | 0                                      |
|  |                                             |                                            |                                          |                                          |                                             |                                             |   |  | Stade toulousain                       | 0                                      |

### Édition 1976
|  | Quarts de finale                           | Quarts de finale                           |                                          |                                          | Demi-finales                                | Demi-finales                                |    |  | Finale                                 | Finale                                 |
|  | Quarts de finale                           | Quarts de finale                           |                                          |                                          | Demi-finales                                | Demi-finales                                |    |  | Finale                                 | Finale                                 |
|  |                                            |                                            |                                          |                                          |                                             |                                             |    |  |                                        |                                        |
|  | 2 septembre 1976, Stadium municipal, 20h30 | 2 septembre 1976, Stadium municipal, 20h30 |                                          |                                          | 22 septembre 1976, Stadium municipal, 20h30 | 22 septembre 1976, Stadium municipal, 20h30 |    |  | 6 octobre 1975, Stadium municipal, 22h | 6 octobre 1975, Stadium municipal, 22h |
|  | 2 septembre 1976, Stadium municipal, 20h30 | 2 septembre 1976, Stadium municipal, 20h30 |                                          |                                          | 22 septembre 1976, Stadium municipal, 20h30 | 22 septembre 1976, Stadium municipal, 20h30 |    |  | 6 octobre 1975, Stadium municipal, 22h | 6 octobre 1975, Stadium municipal, 22h |
|  | RC Narbonne                                | 9                                          |                                          |                                          | 22 septembre 1976, Stadium municipal, 20h30 | 22 septembre 1976, Stadium municipal, 20h30 |    |  | 6 octobre 1975, Stadium municipal, 22h | 6 octobre 1975, Stadium municipal, 22h |
|  | RC Narbonne                                | 9                                          |                                          |                                          | 22 septembre 1976, Stadium municipal, 20h30 | 22 septembre 1976, Stadium municipal, 20h30 |    |  | 6 octobre 1975, Stadium municipal, 22h | 6 octobre 1975, Stadium municipal, 22h |
|  | FC Lourdes                                 | 34                                         |                                          |                                          | 22 septembre 1976, Stadium municipal, 20h30 | 22 septembre 1976, Stadium municipal, 20h30 |    |  | 6 octobre 1975, Stadium municipal, 22h | 6 octobre 1975, Stadium municipal, 22h |
|  | FC Lourdes                                 | 34                                         | FC Lourdes                               | 15                                       |                                             |                                             |    |  | 6 octobre 1975, Stadium municipal, 22h | 6 octobre 1975, Stadium municipal, 22h |
|  | 2 septembre 1976, Stadium municipal, 22h   |                                            | FC Lourdes                               | 15                                       |                                             |                                             |    |  | 6 octobre 1975, Stadium municipal, 22h | 6 octobre 1975, Stadium municipal, 22h |
|  |                                            | AS Béziers                                 | 25                                       |                                          |                                             |                                             |    |  | 6 octobre 1975, Stadium municipal, 22h | 6 octobre 1975, Stadium municipal, 22h |
|  | AS Béziers                                 | AS Béziers                                 | 25                                       | 18                                       |                                             |                                             |    |  | 6 octobre 1975, Stadium municipal, 22h | 6 octobre 1975, Stadium municipal, 22h |
|  | AS Béziers                                 |                                            |                                          | 18                                       |                                             |                                             |    |  | 6 octobre 1975, Stadium municipal, 22h | 6 octobre 1975, Stadium municipal, 22h |
|  | Section paloise                            | 0                                          |                                          |                                          |                                             |                                             |    |  | 6 octobre 1975, Stadium municipal, 22h | 6 octobre 1975, Stadium municipal, 22h |
|  | Section paloise                            | 0                                          | AS Béziers                               | 59                                       |                                             |                                             |    |  |                                        |                                        |
|  | 7 septembre 1976, Stadium municipal, 20h30 |                                            | AS Béziers                               | 59                                       |                                             |                                             |    |  |                                        |                                        |
|  |                                            | US Dax                                     | 6                                        |                                          |                                             |                                             |    |  |                                        |                                        |
|  | Stade toulousain                           | US Dax                                     | 6                                        | 14                                       |                                             |                                             |    |  |                                        |                                        |
|  | Stade toulousain                           | 22 septembre 1976, Stadium municipal, 22h  |                                          | 14                                       |                                             |                                             |    |  |                                        |                                        |
|  | US Dax                                     | 15                                         |                                          |                                          |                                             |                                             |    |  |                                        |                                        |
|  | US Dax                                     | 15                                         | US Dax                                   | 15                                       |                                             |                                             |    |  |                                        |                                        |
|  | 7 septembre 1976, Stadium municipal, 22h   | 7 septembre 1976, Stadium municipal, 22h   | US Dax                                   | 15                                       | Petite finale                               | Petite finale                               |    |  |                                        |                                        |
|  | 7 septembre 1976, Stadium municipal, 22h   | 7 septembre 1976, Stadium municipal, 22h   |                                          | SU Agen                                  | Petite finale                               | Petite finale                               | 12 |  |                                        |                                        |
|  | CA Brive                                   | 7                                          | 6 octobre 1975, Stadium municipal, 20h30 | 6 octobre 1975, Stadium municipal, 20h30 |                                             |                                             | 12 |  |                                        |                                        |
|  | CA Brive                                   | 7                                          | 6 octobre 1975, Stadium municipal, 20h30 | 6 octobre 1975, Stadium municipal, 20h30 |                                             |                                             |    |  |                                        |                                        |
|  | SU Agen                                    | 43                                         |                                          | SU Agen                                  | 18                                          |                                             |    |  |                                        |                                        |
|  | SU Agen                                    | 43                                         |                                          | SU Agen                                  | 18                                          |                                             |    |  |                                        |                                        |
|  |                                            |                                            |                                          |                                          |                                             |                                             |    |  | FC Lourdes                             | 15                                     |
|  |                                            |                                            |                                          |                                          |                                             |                                             |    |  | FC Lourdes                             | 15                                     |

### Édition 1977
Lors de cette édition, l'USA Perpignan remplace le CA Brive.
|  | Quarts de finale                            | Quarts de finale                           |                                           |                                           | Demi-finales                                | Demi-finales                                |    |  | Finale                                  | Finale                                  |
|  | Quarts de finale                            | Quarts de finale                           |                                           |                                           | Demi-finales                                | Demi-finales                                |    |  | Finale                                  | Finale                                  |
|  |                                             |                                            |                                           |                                           |                                             |                                             |    |  |                                         |                                         |
|  | 7 septembre 1977, Stadium municipal, 20h30  | 7 septembre 1977, Stadium municipal, 20h30 |                                           |                                           | 29 septembre 1977, Stadium municipal, 20h30 | 29 septembre 1977, Stadium municipal, 20h30 |    |  | 12 octobre 1977, Stadium municipal, 22h | 12 octobre 1977, Stadium municipal, 22h |
|  | 7 septembre 1977, Stadium municipal, 20h30  | 7 septembre 1977, Stadium municipal, 20h30 |                                           |                                           | 29 septembre 1977, Stadium municipal, 20h30 | 29 septembre 1977, Stadium municipal, 20h30 |    |  | 12 octobre 1977, Stadium municipal, 22h | 12 octobre 1977, Stadium municipal, 22h |
|  | Stade toulousain                            | 24                                         |                                           |                                           | 29 septembre 1977, Stadium municipal, 20h30 | 29 septembre 1977, Stadium municipal, 20h30 |    |  | 12 octobre 1977, Stadium municipal, 22h | 12 octobre 1977, Stadium municipal, 22h |
|  | Stade toulousain                            | 24                                         |                                           |                                           | 29 septembre 1977, Stadium municipal, 20h30 | 29 septembre 1977, Stadium municipal, 20h30 |    |  | 12 octobre 1977, Stadium municipal, 22h | 12 octobre 1977, Stadium municipal, 22h |
|  | SU Agen                                     | 16                                         |                                           |                                           | 29 septembre 1977, Stadium municipal, 20h30 | 29 septembre 1977, Stadium municipal, 20h30 |    |  | 12 octobre 1977, Stadium municipal, 22h | 12 octobre 1977, Stadium municipal, 22h |
|  | SU Agen                                     | 16                                         | Stade toulousain                          | 30                                        |                                             |                                             |    |  | 12 octobre 1977, Stadium municipal, 22h | 12 octobre 1977, Stadium municipal, 22h |
|  | 7 septembre 1977, Stadium municipal, 22h    |                                            | Stade toulousain                          | 30                                        |                                             |                                             |    |  | 12 octobre 1977, Stadium municipal, 22h | 12 octobre 1977, Stadium municipal, 22h |
|  |                                             | US Dax                                     | 8                                         |                                           |                                             |                                             |    |  | 12 octobre 1977, Stadium municipal, 22h | 12 octobre 1977, Stadium municipal, 22h |
|  | CA Brive                                    | US Dax                                     | 8                                         | 0                                         |                                             |                                             |    |  | 12 octobre 1977, Stadium municipal, 22h | 12 octobre 1977, Stadium municipal, 22h |
|  | CA Brive                                    |                                            |                                           | 0                                         |                                             |                                             |    |  | 12 octobre 1977, Stadium municipal, 22h | 12 octobre 1977, Stadium municipal, 22h |
|  | US Dax                                      | 12                                         |                                           |                                           |                                             |                                             |    |  | 12 octobre 1977, Stadium municipal, 22h | 12 octobre 1977, Stadium municipal, 22h |
|  | US Dax                                      | 12                                         | Stade toulousain                          | 6                                         |                                             |                                             |    |  |                                         |                                         |
|  | 14 septembre 1977, Stadium municipal, 20h30 |                                            | Stade toulousain                          | 6                                         |                                             |                                             |    |  |                                         |                                         |
|  |                                             | AS Béziers                                 | 14                                        |                                           |                                             |                                             |    |  |                                         |                                         |
|  | FC Lourdes                                  | AS Béziers                                 | 14                                        | 12                                        |                                             |                                             |    |  |                                         |                                         |
|  | FC Lourdes                                  | 29 septembre 1977, Stadium municipal, 22h  |                                           | 12                                        |                                             |                                             |    |  |                                         |                                         |
|  | Section paloise                             | 14                                         |                                           |                                           |                                             |                                             |    |  |                                         |                                         |
|  | Section paloise                             | 14                                         | Section paloise                           | 6                                         |                                             |                                             |    |  |                                         |                                         |
|  | 14 septembre 1977, Stadium municipal, 22h   | 14 septembre 1977, Stadium municipal, 22h  | Section paloise                           | 6                                         | Petite finale                               | Petite finale                               |    |  |                                         |                                         |
|  | 14 septembre 1977, Stadium municipal, 22h   | 14 septembre 1977, Stadium municipal, 22h  |                                           | AS Béziers                                | Petite finale                               | Petite finale                               | 77 |  |                                         |                                         |
|  | USA Perpignan                               | 7                                          | 12 octobre 1977, Stadium municipal, 20h30 | 12 octobre 1977, Stadium municipal, 20h30 |                                             |                                             | 77 |  |                                         |                                         |
|  | USA Perpignan                               | 7                                          | 12 octobre 1977, Stadium municipal, 20h30 | 12 octobre 1977, Stadium municipal, 20h30 |                                             |                                             |    |  |                                         |                                         |
|  | AS Béziers                                  | 38                                         |                                           | US Dax                                    | 3                                           |                                             |    |  |                                         |                                         |
|  | AS Béziers                                  | 38                                         |                                           | US Dax                                    | 3                                           |                                             |    |  |                                         |                                         |
|  |                                             |                                            |                                           |                                           |                                             |                                             |    |  | Section paloise                         | 4                                       |
|  |                                             |                                            |                                           |                                           |                                             |                                             |    |  | Section paloise                         | 4                                       |

### Édition 1978
Lors de cette édition, le Stade Bagnérais remplace l'AS Béziers.
|  | Quarts de finale                            | Quarts de finale                            |                                           |                                           | Demi-finales                             | Demi-finales                             |    |  | Finale                                  | Finale                                  |
|  | Quarts de finale                            | Quarts de finale                            |                                           |                                           | Demi-finales                             | Demi-finales                             |    |  | Finale                                  | Finale                                  |
|  |                                             |                                             |                                           |                                           |                                          |                                          |    |  |                                         |                                         |
|  | 14 septembre 1978, Stadium municipal, 20h30 | 14 septembre 1978, Stadium municipal, 20h30 |                                           |                                           | 4 octobre 1978, Stadium municipal, 20h30 | 4 octobre 1978, Stadium municipal, 20h30 |    |  | 11 octobre 1978, Stadium municipal, 22h | 11 octobre 1978, Stadium municipal, 22h |
|  | 14 septembre 1978, Stadium municipal, 20h30 | 14 septembre 1978, Stadium municipal, 20h30 |                                           |                                           | 4 octobre 1978, Stadium municipal, 20h30 | 4 octobre 1978, Stadium municipal, 20h30 |    |  | 11 octobre 1978, Stadium municipal, 22h | 11 octobre 1978, Stadium municipal, 22h |
|  | US Dax                                      | 28                                          |                                           |                                           | 4 octobre 1978, Stadium municipal, 20h30 | 4 octobre 1978, Stadium municipal, 20h30 |    |  | 11 octobre 1978, Stadium municipal, 22h | 11 octobre 1978, Stadium municipal, 22h |
|  | US Dax                                      | 28                                          |                                           |                                           | 4 octobre 1978, Stadium municipal, 20h30 | 4 octobre 1978, Stadium municipal, 20h30 |    |  | 11 octobre 1978, Stadium municipal, 22h | 11 octobre 1978, Stadium municipal, 22h |
|  | FC Lourdes                                  | 27                                          |                                           |                                           | 4 octobre 1978, Stadium municipal, 20h30 | 4 octobre 1978, Stadium municipal, 20h30 |    |  | 11 octobre 1978, Stadium municipal, 22h | 11 octobre 1978, Stadium municipal, 22h |
|  | FC Lourdes                                  | 27                                          | US Dax                                    | 0                                         |                                          |                                          |    |  | 11 octobre 1978, Stadium municipal, 22h | 11 octobre 1978, Stadium municipal, 22h |
|  | 14 septembre 1978, Stadium municipal, 22h   |                                             | US Dax                                    | 0                                         |                                          |                                          |    |  | 11 octobre 1978, Stadium municipal, 22h | 11 octobre 1978, Stadium municipal, 22h |
|  |                                             | RC Narbonne                                 | 28                                        |                                           |                                          |                                          |    |  | 11 octobre 1978, Stadium municipal, 22h | 11 octobre 1978, Stadium municipal, 22h |
|  | RC Narbonne                                 | RC Narbonne                                 | 28                                        | 24                                        |                                          |                                          |    |  | 11 octobre 1978, Stadium municipal, 22h | 11 octobre 1978, Stadium municipal, 22h |
|  | RC Narbonne                                 |                                             |                                           | 24                                        |                                          |                                          |    |  | 11 octobre 1978, Stadium municipal, 22h | 11 octobre 1978, Stadium municipal, 22h |
|  | Section paloise                             | 10                                          |                                           |                                           |                                          |                                          |    |  | 11 octobre 1978, Stadium municipal, 22h | 11 octobre 1978, Stadium municipal, 22h |
|  | Section paloise                             | 10                                          | RC Narbonne                               | 13                                        |                                          |                                          |    |  |                                         |                                         |
|  | 20 septembre 1978, Stadium municipal, 20h30 |                                             | RC Narbonne                               | 13                                        |                                          |                                          |    |  |                                         |                                         |
|  |                                             | Stade toulousain                            | 7                                         |                                           |                                          |                                          |    |  |                                         |                                         |
|  | USA Perpignan                               | Stade toulousain                            | 7                                         | 35                                        |                                          |                                          |    |  |                                         |                                         |
|  | USA Perpignan                               | 4 octobre 1978, Stadium municipal, 22h      |                                           | 35                                        |                                          |                                          |    |  |                                         |                                         |
|  | SU Agen                                     | 3                                           |                                           |                                           |                                          |                                          |    |  |                                         |                                         |
|  | SU Agen                                     | 3                                           | USA Perpignan                             | 6                                         |                                          |                                          |    |  |                                         |                                         |
|  | 20 septembre 1978, Stadium municipal, 22h   | 20 septembre 1978, Stadium municipal, 22h   | USA Perpignan                             | 6                                         | Petite finale                            | Petite finale                            |    |  |                                         |                                         |
|  | 20 septembre 1978, Stadium municipal, 22h   | 20 septembre 1978, Stadium municipal, 22h   |                                           | Stade toulousain                          | Petite finale                            | Petite finale                            | 11 |  |                                         |                                         |
|  | Stade toulousain                            | 32                                          | 11 octobre 1978, Stadium municipal, 20h30 | 11 octobre 1978, Stadium municipal, 20h30 |                                          |                                          | 11 |  |                                         |                                         |
|  | Stade toulousain                            | 32                                          | 11 octobre 1978, Stadium municipal, 20h30 | 11 octobre 1978, Stadium municipal, 20h30 |                                          |                                          |    |  |                                         |                                         |
|  | Stade bagnérais                             | 24                                          |                                           | US Dax                                    | 20                                       |                                          |    |  |                                         |                                         |
|  | Stade bagnérais                             | 24                                          |                                           | US Dax                                    | 20                                       |                                          |    |  |                                         |                                         |
|  |                                             |                                             |                                           |                                           |                                          |                                          |    |  | USA Perpignan                           | 21                                      |
|  |                                             |                                             |                                           |                                           |                                          |                                          |    |  | USA Perpignan                           | 21                                      |

### Édition 1979
Retour du CA Brive remplaçant la Section paloise.
|  | Quarts de finale                            | Quarts de finale                           |                                          |                                          | Demi-finales                                | Demi-finales                                |   |  | Finale                                 | Finale                                 |
|  | Quarts de finale                            | Quarts de finale                           |                                          |                                          | Demi-finales                                | Demi-finales                                |   |  | Finale                                 | Finale                                 |
|  |                                             |                                            |                                          |                                          |                                             |                                             |   |  |                                        |                                        |
|  | 6 septembre 1979, Stadium municipal, 20h30  | 6 septembre 1979, Stadium municipal, 20h30 |                                          |                                          | 26 septembre 1979, Stadium municipal, 20h30 | 26 septembre 1979, Stadium municipal, 20h30 |   |  | 2 octobre 1979, Stadium municipal, 22h | 2 octobre 1979, Stadium municipal, 22h |
|  | 6 septembre 1979, Stadium municipal, 20h30  | 6 septembre 1979, Stadium municipal, 20h30 |                                          |                                          | 26 septembre 1979, Stadium municipal, 20h30 | 26 septembre 1979, Stadium municipal, 20h30 |   |  | 2 octobre 1979, Stadium municipal, 22h | 2 octobre 1979, Stadium municipal, 22h |
|  | Stade bagnérais                             | 27                                         |                                          |                                          | 26 septembre 1979, Stadium municipal, 20h30 | 26 septembre 1979, Stadium municipal, 20h30 |   |  | 2 octobre 1979, Stadium municipal, 22h | 2 octobre 1979, Stadium municipal, 22h |
|  | Stade bagnérais                             | 27                                         |                                          |                                          | 26 septembre 1979, Stadium municipal, 20h30 | 26 septembre 1979, Stadium municipal, 20h30 |   |  | 2 octobre 1979, Stadium municipal, 22h | 2 octobre 1979, Stadium municipal, 22h |
|  | US Dax                                      | 18                                         |                                          |                                          | 26 septembre 1979, Stadium municipal, 20h30 | 26 septembre 1979, Stadium municipal, 20h30 |   |  | 2 octobre 1979, Stadium municipal, 22h | 2 octobre 1979, Stadium municipal, 22h |
|  | US Dax                                      | 18                                         | Stade bagnérais                          | 13                                       |                                             |                                             |   |  | 2 octobre 1979, Stadium municipal, 22h | 2 octobre 1979, Stadium municipal, 22h |
|  | 6 septembre 1979, Stadium municipal, 22h    |                                            | Stade bagnérais                          | 13                                       |                                             |                                             |   |  | 2 octobre 1979, Stadium municipal, 22h | 2 octobre 1979, Stadium municipal, 22h |
|  |                                             | FC Lourdes                                 | 26                                       |                                          |                                             |                                             |   |  | 2 octobre 1979, Stadium municipal, 22h | 2 octobre 1979, Stadium municipal, 22h |
|  | FC Lourdes                                  | FC Lourdes                                 | 26                                       | 13                                       |                                             |                                             |   |  | 2 octobre 1979, Stadium municipal, 22h | 2 octobre 1979, Stadium municipal, 22h |
|  | FC Lourdes                                  |                                            |                                          | 13                                       |                                             |                                             |   |  | 2 octobre 1979, Stadium municipal, 22h | 2 octobre 1979, Stadium municipal, 22h |
|  | RC Narbonne                                 | 10                                         |                                          |                                          |                                             |                                             |   |  | 2 octobre 1979, Stadium municipal, 22h | 2 octobre 1979, Stadium municipal, 22h |
|  | RC Narbonne                                 | 10                                         | FC Lourdes                               | 13                                       |                                             |                                             |   |  |                                        |                                        |
|  | 12 septembre 1979, Stadium municipal, 20h30 |                                            | FC Lourdes                               | 13                                       |                                             |                                             |   |  |                                        |                                        |
|  |                                             | SU Agen                                    | 31                                       |                                          |                                             |                                             |   |  |                                        |                                        |
|  | SU Agen                                     | SU Agen                                    | 31                                       | 38                                       |                                             |                                             |   |  |                                        |                                        |
|  | SU Agen                                     | 26 septembre 1979, Stadium municipal, 22h  |                                          | 38                                       |                                             |                                             |   |  |                                        |                                        |
|  | USA Perpignan                               | 12                                         |                                          |                                          |                                             |                                             |   |  |                                        |                                        |
|  | USA Perpignan                               | 12                                         | SU Agen                                  | 23                                       |                                             |                                             |   |  |                                        |                                        |
|  | 12 septembre 1979, Stadium municipal, 22h   | 12 septembre 1979, Stadium municipal, 22h  | SU Agen                                  | 23                                       | Petite finale                               | Petite finale                               |   |  |                                        |                                        |
|  | 12 septembre 1979, Stadium municipal, 22h   | 12 septembre 1979, Stadium municipal, 22h  |                                          | Stade toulousain                         | Petite finale                               | Petite finale                               | 7 |  |                                        |                                        |
|  | Stade toulousain                            | 50                                         | 2 octobre 1979, Stadium municipal, 20h30 | 2 octobre 1979, Stadium municipal, 20h30 |                                             |                                             | 7 |  |                                        |                                        |
|  | Stade toulousain                            | 50                                         | 2 octobre 1979, Stadium municipal, 20h30 | 2 octobre 1979, Stadium municipal, 20h30 |                                             |                                             |   |  |                                        |                                        |
|  | CA Brive                                    | 0                                          |                                          | Stade bagnérais                          | 9                                           |                                             |   |  |                                        |                                        |
|  | CA Brive                                    | 0                                          |                                          | Stade bagnérais                          | 9                                           |                                             |   |  |                                        |                                        |
|  |                                             |                                            |                                          |                                          |                                             |                                             |   |  | Stade toulousain                       | 27                                     |
|  |                                             |                                            |                                          |                                          |                                             |                                             |   |  | Stade toulousain                       | 27                                     |

### Édition 1980
L'AS Béziers et la Section Paloise remplacent le CA Brive et l'US Dax. Pour le compte des quarts de finale, les matchs eurent lieu au stade de Sauclières et au stade Aimé-Giral.
|  | Quarts de finale                         | Quarts de finale                         |                                             |                                             | Demi-finales                               | Demi-finales                               |    |  | Finale                                    | Finale                                    |
|  | Quarts de finale                         | Quarts de finale                         |                                             |                                             | Demi-finales                               | Demi-finales                               |    |  | Finale                                    | Finale                                    |
|  |                                          |                                          |                                             |                                             |                                            |                                            |    |  |                                           |                                           |
|  | 23 août 1980, Stade de Sauclières, 22h   | 23 août 1980, Stade de Sauclières, 22h   |                                             |                                             | 3 septembre 1980, Stadium municipal, 20h30 | 3 septembre 1980, Stadium municipal, 20h30 |    |  | 10 septembre 1980, Stadium municipal, 22h | 10 septembre 1980, Stadium municipal, 22h |
|  | 23 août 1980, Stade de Sauclières, 22h   | 23 août 1980, Stade de Sauclières, 22h   |                                             |                                             | 3 septembre 1980, Stadium municipal, 20h30 | 3 septembre 1980, Stadium municipal, 20h30 |    |  | 10 septembre 1980, Stadium municipal, 22h | 10 septembre 1980, Stadium municipal, 22h |
|  | USA Perpignan                            | 44                                       |                                             |                                             | 3 septembre 1980, Stadium municipal, 20h30 | 3 septembre 1980, Stadium municipal, 20h30 |    |  | 10 septembre 1980, Stadium municipal, 22h | 10 septembre 1980, Stadium municipal, 22h |
|  | USA Perpignan                            | 44                                       |                                             |                                             | 3 septembre 1980, Stadium municipal, 20h30 | 3 septembre 1980, Stadium municipal, 20h30 |    |  | 10 septembre 1980, Stadium municipal, 22h | 10 septembre 1980, Stadium municipal, 22h |
|  | Stade bagnérais                          | 4                                        |                                             |                                             | 3 septembre 1980, Stadium municipal, 20h30 | 3 septembre 1980, Stadium municipal, 20h30 |    |  | 10 septembre 1980, Stadium municipal, 22h | 10 septembre 1980, Stadium municipal, 22h |
|  | Stade bagnérais                          | 4                                        | AS Béziers                                  | 29                                          |                                            |                                            |    |  | 10 septembre 1980, Stadium municipal, 22h | 10 septembre 1980, Stadium municipal, 22h |
|  | 27 août 1980, Stade Aimé-Giral, 22h      |                                          | AS Béziers                                  | 29                                          |                                            |                                            |    |  | 10 septembre 1980, Stadium municipal, 22h | 10 septembre 1980, Stadium municipal, 22h |
|  |                                          | USA Perpignan                            | 6                                           |                                             |                                            |                                            |    |  | 10 septembre 1980, Stadium municipal, 22h | 10 septembre 1980, Stadium municipal, 22h |
|  | AS Béziers                               | USA Perpignan                            | 6                                           | 30                                          |                                            |                                            |    |  | 10 septembre 1980, Stadium municipal, 22h | 10 septembre 1980, Stadium municipal, 22h |
|  | AS Béziers                               |                                          |                                             | 30                                          |                                            |                                            |    |  | 10 septembre 1980, Stadium municipal, 22h | 10 septembre 1980, Stadium municipal, 22h |
|  | SU Agen                                  | 24                                       |                                             |                                             |                                            |                                            |    |  | 10 septembre 1980, Stadium municipal, 22h | 10 septembre 1980, Stadium municipal, 22h |
|  | SU Agen                                  | 24                                       | AS Béziers                                  | 18                                          |                                            |                                            |    |  |                                           |                                           |
|  | 23 août 1980, Stade de Sauclières, 20h30 |                                          | AS Béziers                                  | 18                                          |                                            |                                            |    |  |                                           |                                           |
|  |                                          | Stade toulousain                         | 9                                           |                                             |                                            |                                            |    |  |                                           |                                           |
|  | FC Lourdes                               | Stade toulousain                         | 9                                           | 10                                          |                                            |                                            |    |  |                                           |                                           |
|  | FC Lourdes                               | 3 septembre 1980, Stadium municipal, 22h |                                             | 10                                          |                                            |                                            |    |  |                                           |                                           |
|  | Section paloise                          | 4                                        |                                             |                                             |                                            |                                            |    |  |                                           |                                           |
|  | Section paloise                          | 4                                        | FC Lourdes                                  | 9                                           |                                            |                                            |    |  |                                           |                                           |
|  | 27 août 1980, Stade Aimé-Giral, 20h30    | 27 août 1980, Stade Aimé-Giral, 20h30    | FC Lourdes                                  | 9                                           | Petite finale                              | Petite finale                              |    |  |                                           |                                           |
|  | 27 août 1980, Stade Aimé-Giral, 20h30    | 27 août 1980, Stade Aimé-Giral, 20h30    |                                             | Stade toulousain                            | Petite finale                              | Petite finale                              | 13 |  |                                           |                                           |
|  | Stade toulousain                         | 7                                        | 10 septembre 1980, Stadium municipal, 20h30 | 10 septembre 1980, Stadium municipal, 20h30 |                                            |                                            | 13 |  |                                           |                                           |
|  | Stade toulousain                         | 7                                        | 10 septembre 1980, Stadium municipal, 20h30 | 10 septembre 1980, Stadium municipal, 20h30 |                                            |                                            |    |  |                                           |                                           |
|  | RC Narbonne                              | 0                                        |                                             | USA Perpignan                               | 12                                         |                                            |    |  |                                           |                                           |
|  | RC Narbonne                              | 0                                        |                                             | USA Perpignan                               | 12                                         |                                            |    |  |                                           |                                           |
|  |                                          |                                          |                                             |                                             |                                            |                                            |    |  | FC Lourdes                                | 28                                        |
|  |                                          |                                          |                                             |                                             |                                            |                                            |    |  | FC Lourdes                                | 28                                        |

### Édition 1981
L'US Dax remplace le Stade bagnérais.
Pour le compte des quarts de finale, les matchs eurent lieu au stade Aimé-Giral et au stade Maurice-Boyau à la même date et heure.
Concernant le match de Toulouse et Pau, les Toulousains se qualifient au bénéfice de l'essai.
|  | Quarts de finale                         | Quarts de finale                          |                                             |                                             | Demi-finales                                | Demi-finales                                |    |  | Finale                                    | Finale                                    |
|  | Quarts de finale                         | Quarts de finale                          |                                             |                                             | Demi-finales                                | Demi-finales                                |    |  | Finale                                    | Finale                                    |
|  |                                          |                                           |                                             |                                             |                                             |                                             |    |  |                                           |                                           |
|  | 23 août 1981, Stade Maurice-Boyau, 20h30 | 23 août 1981, Stade Maurice-Boyau, 20h30  |                                             |                                             | 10 septembre 1981, Stadium municipal, 20h30 | 10 septembre 1981, Stadium municipal, 20h30 |    |  | 17 septembre 1981, Stadium municipal, 22h | 17 septembre 1981, Stadium municipal, 22h |
|  | 23 août 1981, Stade Maurice-Boyau, 20h30 | 23 août 1981, Stade Maurice-Boyau, 20h30  |                                             |                                             | 10 septembre 1981, Stadium municipal, 20h30 | 10 septembre 1981, Stadium municipal, 20h30 |    |  | 17 septembre 1981, Stadium municipal, 22h | 17 septembre 1981, Stadium municipal, 22h |
|  | SU Agen                                  | 23                                        |                                             |                                             | 10 septembre 1981, Stadium municipal, 20h30 | 10 septembre 1981, Stadium municipal, 20h30 |    |  | 17 septembre 1981, Stadium municipal, 22h | 17 septembre 1981, Stadium municipal, 22h |
|  | SU Agen                                  | 23                                        |                                             |                                             | 10 septembre 1981, Stadium municipal, 20h30 | 10 septembre 1981, Stadium municipal, 20h30 |    |  | 17 septembre 1981, Stadium municipal, 22h | 17 septembre 1981, Stadium municipal, 22h |
|  | USA Perpignan                            | 3                                         |                                             |                                             | 10 septembre 1981, Stadium municipal, 20h30 | 10 septembre 1981, Stadium municipal, 20h30 |    |  | 17 septembre 1981, Stadium municipal, 22h | 17 septembre 1981, Stadium municipal, 22h |
|  | USA Perpignan                            | 3                                         | AS Béziers                                  | 23                                          |                                             |                                             |    |  | 17 septembre 1981, Stadium municipal, 22h | 17 septembre 1981, Stadium municipal, 22h |
|  | 23 août 1981, Stade Aimé-Giral, 22h      |                                           | AS Béziers                                  | 23                                          |                                             |                                             |    |  | 17 septembre 1981, Stadium municipal, 22h | 17 septembre 1981, Stadium municipal, 22h |
|  |                                          | SU Agen                                   | 10                                          |                                             |                                             |                                             |    |  | 17 septembre 1981, Stadium municipal, 22h | 17 septembre 1981, Stadium municipal, 22h |
|  | AS Béziers                               | SU Agen                                   | 10                                          | 17                                          |                                             |                                             |    |  | 17 septembre 1981, Stadium municipal, 22h | 17 septembre 1981, Stadium municipal, 22h |
|  | AS Béziers                               |                                           |                                             | 17                                          |                                             |                                             |    |  | 17 septembre 1981, Stadium municipal, 22h | 17 septembre 1981, Stadium municipal, 22h |
|  | US Dax                                   | 9                                         |                                             |                                             |                                             |                                             |    |  | 17 septembre 1981, Stadium municipal, 22h | 17 septembre 1981, Stadium municipal, 22h |
|  | US Dax                                   | 9                                         | AS Béziers                                  | 18                                          |                                             |                                             |    |  |                                           |                                           |
|  | 23 août 1981, Stade Aimé-Giral, 20h30    |                                           | AS Béziers                                  | 18                                          |                                             |                                             |    |  |                                           |                                           |
|  |                                          | Stade toulousain                          | 23                                          |                                             |                                             |                                             |    |  |                                           |                                           |
|  | RC Narbonne                              | Stade toulousain                          | 23                                          | 37                                          |                                             |                                             |    |  |                                           |                                           |
|  | RC Narbonne                              | 10 septembre 1981, Stadium municipal, 22h |                                             | 37                                          |                                             |                                             |    |  |                                           |                                           |
|  | FC Lourdes                               | 3                                         |                                             |                                             |                                             |                                             |    |  |                                           |                                           |
|  | FC Lourdes                               | 3                                         | RC Narbonne                                 | 4                                           |                                             |                                             |    |  |                                           |                                           |
|  | 23 août 1981, Stade Maurice-Boyau, 22h   | 23 août 1981, Stade Maurice-Boyau, 22h    | RC Narbonne                                 | 4                                           | Petite finale                               | Petite finale                               |    |  |                                           |                                           |
|  | 23 août 1981, Stade Maurice-Boyau, 22h   | 23 août 1981, Stade Maurice-Boyau, 22h    |                                             | Stade toulousain                            | Petite finale                               | Petite finale                               | 16 |  |                                           |                                           |
|  | Stade toulousain                         | 9                                         | 17 septembre 1981, Stadium municipal, 20h30 | 17 septembre 1981, Stadium municipal, 20h30 |                                             |                                             | 16 |  |                                           |                                           |
|  | Stade toulousain                         | 9                                         | 17 septembre 1981, Stadium municipal, 20h30 | 17 septembre 1981, Stadium municipal, 20h30 |                                             |                                             |    |  |                                           |                                           |
|  | Section paloise                          | 9                                         |                                             | SU Agen                                     | 15                                          |                                             |    |  |                                           |                                           |
|  | Section paloise                          | 9                                         |                                             | SU Agen                                     | 15                                          |                                             |    |  |                                           |                                           |
|  |                                          |                                           |                                             |                                             |                                             |                                             |    |  | RC Narbonne                               | 22                                        |
|  |                                          |                                           |                                             |                                             |                                             |                                             |    |  | RC Narbonne                               | 22                                        |

### Édition 1982
La Stade bagnérais remplace l'USA Perpignan. Cette année, les deux stades qui accueillent la compétition sont le stade de Sauclières (2 matchs de quarts) et le stade des Sept-Deniers pour le reste de la compétition.
|  | Quarts de finale                                | Quarts de finale                               |                                                  |                                                  | Demi-finales                                     | Demi-finales                                     |   |  | Finale                                         | Finale                                         |
|  | Quarts de finale                                | Quarts de finale                               |                                                  |                                                  | Demi-finales                                     | Demi-finales                                     |   |  | Finale                                         | Finale                                         |
|  |                                                 |                                                |                                                  |                                                  |                                                  |                                                  |   |  |                                                |                                                |
|  | 8 septembre 1982, Stade de Sauclières, 20h30    | 8 septembre 1982, Stade de Sauclières, 20h30   |                                                  |                                                  | 22 septembre 1982, Stade des Sept-Deniers, 20h30 | 22 septembre 1982, Stade des Sept-Deniers, 20h30 |   |  | 29 septembre 1982, Stade des Sept-Deniers, 22h | 29 septembre 1982, Stade des Sept-Deniers, 22h |
|  | 8 septembre 1982, Stade de Sauclières, 20h30    | 8 septembre 1982, Stade de Sauclières, 20h30   |                                                  |                                                  | 22 septembre 1982, Stade des Sept-Deniers, 20h30 | 22 septembre 1982, Stade des Sept-Deniers, 20h30 |   |  | 29 septembre 1982, Stade des Sept-Deniers, 22h | 29 septembre 1982, Stade des Sept-Deniers, 22h |
|  | RC Narbonne                                     | 52                                             |                                                  |                                                  | 22 septembre 1982, Stade des Sept-Deniers, 20h30 | 22 septembre 1982, Stade des Sept-Deniers, 20h30 |   |  | 29 septembre 1982, Stade des Sept-Deniers, 22h | 29 septembre 1982, Stade des Sept-Deniers, 22h |
|  | RC Narbonne                                     | 52                                             |                                                  |                                                  | 22 septembre 1982, Stade des Sept-Deniers, 20h30 | 22 septembre 1982, Stade des Sept-Deniers, 20h30 |   |  | 29 septembre 1982, Stade des Sept-Deniers, 22h | 29 septembre 1982, Stade des Sept-Deniers, 22h |
|  | US Dax                                          | 3                                              |                                                  |                                                  | 22 septembre 1982, Stade des Sept-Deniers, 20h30 | 22 septembre 1982, Stade des Sept-Deniers, 20h30 |   |  | 29 septembre 1982, Stade des Sept-Deniers, 22h | 29 septembre 1982, Stade des Sept-Deniers, 22h |
|  | US Dax                                          | 3                                              | RC Narbonne                                      | 21                                               |                                                  |                                                  |   |  | 29 septembre 1982, Stade des Sept-Deniers, 22h | 29 septembre 1982, Stade des Sept-Deniers, 22h |
|  | 8 septembre 1982, Stade de Sauclières, 22h      |                                                | RC Narbonne                                      | 21                                               |                                                  |                                                  |   |  | 29 septembre 1982, Stade des Sept-Deniers, 22h | 29 septembre 1982, Stade des Sept-Deniers, 22h |
|  |                                                 | AS Béziers                                     | 18                                               |                                                  |                                                  |                                                  |   |  | 29 septembre 1982, Stade des Sept-Deniers, 22h | 29 septembre 1982, Stade des Sept-Deniers, 22h |
|  | AS Béziers                                      | AS Béziers                                     | 18                                               | 28                                               |                                                  |                                                  |   |  | 29 septembre 1982, Stade des Sept-Deniers, 22h | 29 septembre 1982, Stade des Sept-Deniers, 22h |
|  | AS Béziers                                      |                                                |                                                  | 28                                               |                                                  |                                                  |   |  | 29 septembre 1982, Stade des Sept-Deniers, 22h | 29 septembre 1982, Stade des Sept-Deniers, 22h |
|  | FC Lourdes                                      | 6                                              |                                                  |                                                  |                                                  |                                                  |   |  | 29 septembre 1982, Stade des Sept-Deniers, 22h | 29 septembre 1982, Stade des Sept-Deniers, 22h |
|  | FC Lourdes                                      | 6                                              | RC Narbonne                                      | 15                                               |                                                  |                                                  |   |  |                                                |                                                |
|  | 8 septembre 1982, Stade des Sept-Deniers, 20h30 |                                                | RC Narbonne                                      | 15                                               |                                                  |                                                  |   |  |                                                |                                                |
|  |                                                 | SU Agen                                        | 21                                               |                                                  |                                                  |                                                  |   |  |                                                |                                                |
|  | SU Agen                                         | SU Agen                                        | 21                                               | 21                                               |                                                  |                                                  |   |  |                                                |                                                |
|  | SU Agen                                         | 22 septembre 1982, Stade des Sept-Deniers, 22h |                                                  | 21                                               |                                                  |                                                  |   |  |                                                |                                                |
|  | Section paloise                                 | 14                                             |                                                  |                                                  |                                                  |                                                  |   |  |                                                |                                                |
|  | Section paloise                                 | 14                                             | SU Agen                                          | 14                                               |                                                  |                                                  |   |  |                                                |                                                |
|  | 8 septembre 1982, Stade des Sept-Deniers, 22h   | 8 septembre 1982, Stade des Sept-Deniers, 22h  | SU Agen                                          | 14                                               | Petite finale                                    | Petite finale                                    |   |  |                                                |                                                |
|  | 8 septembre 1982, Stade des Sept-Deniers, 22h   | 8 septembre 1982, Stade des Sept-Deniers, 22h  |                                                  | Stade toulousain                                 | Petite finale                                    | Petite finale                                    | 9 |  |                                                |                                                |
|  | Stade toulousain                                | 20                                             | 29 septembre 1982, Stade des Sept-Deniers, 20h30 | 29 septembre 1982, Stade des Sept-Deniers, 20h30 |                                                  |                                                  | 9 |  |                                                |                                                |
|  | Stade toulousain                                | 20                                             | 29 septembre 1982, Stade des Sept-Deniers, 20h30 | 29 septembre 1982, Stade des Sept-Deniers, 20h30 |                                                  |                                                  |   |  |                                                |                                                |
|  | Stade bagnérais                                 | 9                                              |                                                  | AS Béziers                                       | 6                                                |                                                  |   |  |                                                |                                                |
|  | Stade bagnérais                                 | 9                                              |                                                  | AS Béziers                                       | 6                                                |                                                  |   |  |                                                |                                                |
|  |                                                 |                                                |                                                  |                                                  |                                                  |                                                  |   |  | Stade toulousain                               | 12                                             |
|  |                                                 |                                                |                                                  |                                                  |                                                  |                                                  |   |  | Stade toulousain                               | 12                                             |

### Édition 1983
Retour de l'USA Perpignan aux dépens du FC Lourdes qui est relégué selon La Dépêche du 30 septembre 1982. Pour le compte des quarts de finale, les deux stades qui accueillent la compétition sont le stade de Sauclières et le stade Armandie. Il s'agit de la dernière édition avec la petite finale.
|  | Quarts de finale                         | Quarts de finale                              |                                                  |                                                  | Demi-finales                                    | Demi-finales                                    |    |  | Finale                                         | Finale                                         |
|  | Quarts de finale                         | Quarts de finale                              |                                                  |                                                  | Demi-finales                                    | Demi-finales                                    |    |  | Finale                                         | Finale                                         |
|  |                                          |                                               |                                                  |                                                  |                                                 |                                                 |    |  |                                                |                                                |
|  | 31 août 1983, Stade de Sauclières, 22h   | 31 août 1983, Stade de Sauclières, 22h        |                                                  |                                                  | 8 septembre 1983, Stade des Sept-Deniers, 20h30 | 8 septembre 1983, Stade des Sept-Deniers, 20h30 |    |  | 21 septembre 1983, Stade des Sept-Deniers, 22h | 21 septembre 1983, Stade des Sept-Deniers, 22h |
|  | 31 août 1983, Stade de Sauclières, 22h   | 31 août 1983, Stade de Sauclières, 22h        |                                                  |                                                  | 8 septembre 1983, Stade des Sept-Deniers, 20h30 | 8 septembre 1983, Stade des Sept-Deniers, 20h30 |    |  | 21 septembre 1983, Stade des Sept-Deniers, 22h | 21 septembre 1983, Stade des Sept-Deniers, 22h |
|  | RC Narbonne                              | 44                                            |                                                  |                                                  | 8 septembre 1983, Stade des Sept-Deniers, 20h30 | 8 septembre 1983, Stade des Sept-Deniers, 20h30 |    |  | 21 septembre 1983, Stade des Sept-Deniers, 22h | 21 septembre 1983, Stade des Sept-Deniers, 22h |
|  | RC Narbonne                              | 44                                            |                                                  |                                                  | 8 septembre 1983, Stade des Sept-Deniers, 20h30 | 8 septembre 1983, Stade des Sept-Deniers, 20h30 |    |  | 21 septembre 1983, Stade des Sept-Deniers, 22h | 21 septembre 1983, Stade des Sept-Deniers, 22h |
|  | Stade bagnérais                          | 6                                             |                                                  |                                                  | 8 septembre 1983, Stade des Sept-Deniers, 20h30 | 8 septembre 1983, Stade des Sept-Deniers, 20h30 |    |  | 21 septembre 1983, Stade des Sept-Deniers, 22h | 21 septembre 1983, Stade des Sept-Deniers, 22h |
|  | Stade bagnérais                          | 6                                             | RC Narbonne                                      | 50                                               |                                                 |                                                 |    |  | 21 septembre 1983, Stade des Sept-Deniers, 22h | 21 septembre 1983, Stade des Sept-Deniers, 22h |
|  | 31 août 1983, Stade Armandie, 22h        |                                               | RC Narbonne                                      | 50                                               |                                                 |                                                 |    |  | 21 septembre 1983, Stade des Sept-Deniers, 22h | 21 septembre 1983, Stade des Sept-Deniers, 22h |
|  |                                          | US Dax                                        | 6                                                |                                                  |                                                 |                                                 |    |  | 21 septembre 1983, Stade des Sept-Deniers, 22h | 21 septembre 1983, Stade des Sept-Deniers, 22h |
|  | US Dax                                   | US Dax                                        | 6                                                | 21                                               |                                                 |                                                 |    |  | 21 septembre 1983, Stade des Sept-Deniers, 22h | 21 septembre 1983, Stade des Sept-Deniers, 22h |
|  | US Dax                                   |                                               |                                                  | 21                                               |                                                 |                                                 |    |  | 21 septembre 1983, Stade des Sept-Deniers, 22h | 21 septembre 1983, Stade des Sept-Deniers, 22h |
|  | Stade toulousain                         | 20                                            |                                                  |                                                  |                                                 |                                                 |    |  | 21 septembre 1983, Stade des Sept-Deniers, 22h | 21 septembre 1983, Stade des Sept-Deniers, 22h |
|  | Stade toulousain                         | 20                                            | RC Narbonne                                      | 12                                               |                                                 |                                                 |    |  |                                                |                                                |
|  | 31 août 1983, Stade de Sauclières, 20h30 |                                               | RC Narbonne                                      | 12                                               |                                                 |                                                 |    |  |                                                |                                                |
|  |                                          | AS Béziers                                    | 16                                               |                                                  |                                                 |                                                 |    |  |                                                |                                                |
|  | AS Béziers                               | AS Béziers                                    | 16                                               | 55                                               |                                                 |                                                 |    |  |                                                |                                                |
|  | AS Béziers                               | 8 septembre 1983, Stade des Sept-Deniers, 22h |                                                  | 55                                               |                                                 |                                                 |    |  |                                                |                                                |
|  | Section paloise                          | 6                                             |                                                  |                                                  |                                                 |                                                 |    |  |                                                |                                                |
|  | Section paloise                          | 6                                             | AS Béziers                                       | 34                                               |                                                 |                                                 |    |  |                                                |                                                |
|  | 31 août 1983, Stade Armandie, 20h30      | 31 août 1983, Stade Armandie, 20h30           | AS Béziers                                       | 34                                               | Petite finale                                   | Petite finale                                   |    |  |                                                |                                                |
|  | 31 août 1983, Stade Armandie, 20h30      | 31 août 1983, Stade Armandie, 20h30           |                                                  | SU Agen                                          | Petite finale                                   | Petite finale                                   | 10 |  |                                                |                                                |
|  | SU Agen                                  | 24                                            | 21 septembre 1983, Stade des Sept-Deniers, 20h30 | 21 septembre 1983, Stade des Sept-Deniers, 20h30 |                                                 |                                                 | 10 |  |                                                |                                                |
|  | SU Agen                                  | 24                                            | 21 septembre 1983, Stade des Sept-Deniers, 20h30 | 21 septembre 1983, Stade des Sept-Deniers, 20h30 |                                                 |                                                 |    |  |                                                |                                                |
|  | USA Perpignan                            | 4                                             |                                                  | US Dax                                           | 21                                              |                                                 |    |  |                                                |                                                |
|  | USA Perpignan                            | 4                                             |                                                  | US Dax                                           | 21                                              |                                                 |    |  |                                                |                                                |
|  |                                          |                                               |                                                  |                                                  |                                                 |                                                 |    |  | SU Agen                                        | 31                                             |
|  |                                          |                                               |                                                  |                                                  |                                                 |                                                 |    |  | SU Agen                                        | 31                                             |

### Édition 1984
Pour l'ultime édition du Bouclier, le FC Lourdes revient et première pour le SC Graulhet à la place du SU Agen et du Stade bagnérais. Pour le compte des quarts de finale, les deux stades qui accueillent la compétition sont le stade de Sauclières et le stade Maurice-Boyau.
|  | Quarts de finale                         | Quarts de finale                              |             |    | Demi-finales                                    | Demi-finales                                    |  |  | Finale                                         | Finale                                         |
|  | Quarts de finale                         | Quarts de finale                              |             |    | Demi-finales                                    | Demi-finales                                    |  |  | Finale                                         | Finale                                         |
|  |                                          |                                               |             |    |                                                 |                                                 |  |  |                                                |                                                |
|  | 22 août 1984, Stade de Sauclières, 22h   | 22 août 1984, Stade de Sauclières, 22h        |             |    | 5 septembre 1984, Stade des Sept-Deniers, 20h30 | 5 septembre 1984, Stade des Sept-Deniers, 20h30 |  |  | 12 septembre 1984, Stade des Sept-Deniers, 22h | 12 septembre 1984, Stade des Sept-Deniers, 22h |
|  | 22 août 1984, Stade de Sauclières, 22h   | 22 août 1984, Stade de Sauclières, 22h        |             |    | 5 septembre 1984, Stade des Sept-Deniers, 20h30 | 5 septembre 1984, Stade des Sept-Deniers, 20h30 |  |  | 12 septembre 1984, Stade des Sept-Deniers, 22h | 12 septembre 1984, Stade des Sept-Deniers, 22h |
|  | AS Béziers                               | 40                                            |             |    | 5 septembre 1984, Stade des Sept-Deniers, 20h30 | 5 septembre 1984, Stade des Sept-Deniers, 20h30 |  |  | 12 septembre 1984, Stade des Sept-Deniers, 22h | 12 septembre 1984, Stade des Sept-Deniers, 22h |
|  | AS Béziers                               | 40                                            |             |    | 5 septembre 1984, Stade des Sept-Deniers, 20h30 | 5 septembre 1984, Stade des Sept-Deniers, 20h30 |  |  | 12 septembre 1984, Stade des Sept-Deniers, 22h | 12 septembre 1984, Stade des Sept-Deniers, 22h |
|  | SC Graulhet                              | 13                                            |             |    | 5 septembre 1984, Stade des Sept-Deniers, 20h30 | 5 septembre 1984, Stade des Sept-Deniers, 20h30 |  |  | 12 septembre 1984, Stade des Sept-Deniers, 22h | 12 septembre 1984, Stade des Sept-Deniers, 22h |
|  | SC Graulhet                              | 13                                            | AS Béziers  | 26 |                                                 |                                                 |  |  | 12 septembre 1984, Stade des Sept-Deniers, 22h | 12 septembre 1984, Stade des Sept-Deniers, 22h |
|  | 22 août 1984, Stade Maurice-Boyau, 19h   |                                               | AS Béziers  | 26 |                                                 |                                                 |  |  | 12 septembre 1984, Stade des Sept-Deniers, 22h | 12 septembre 1984, Stade des Sept-Deniers, 22h |
|  |                                          | US Dax                                        | 9           |    |                                                 |                                                 |  |  | 12 septembre 1984, Stade des Sept-Deniers, 22h | 12 septembre 1984, Stade des Sept-Deniers, 22h |
|  | US Dax                                   | US Dax                                        | 9           | 13 |                                                 |                                                 |  |  | 12 septembre 1984, Stade des Sept-Deniers, 22h | 12 septembre 1984, Stade des Sept-Deniers, 22h |
|  | US Dax                                   |                                               |             | 13 |                                                 |                                                 |  |  | 12 septembre 1984, Stade des Sept-Deniers, 22h | 12 septembre 1984, Stade des Sept-Deniers, 22h |
|  | FC Lourdes                               | 3                                             |             |    |                                                 |                                                 |  |  | 12 septembre 1984, Stade des Sept-Deniers, 22h | 12 septembre 1984, Stade des Sept-Deniers, 22h |
|  | FC Lourdes                               | 3                                             | AS Béziers  | 15 |                                                 |                                                 |  |  |                                                |                                                |
|  | 22 août 1984, Stade de Sauclières, 20h30 |                                               | AS Béziers  | 15 |                                                 |                                                 |  |  |                                                |                                                |
|  |                                          | RC Narbonne                                   | 25          |    |                                                 |                                                 |  |  |                                                |                                                |
|  | RC Narbonne                              | RC Narbonne                                   | 25          | 22 |                                                 |                                                 |  |  |                                                |                                                |
|  | RC Narbonne                              | 5 septembre 1984, Stade des Sept-Deniers, 22h |             | 22 |                                                 |                                                 |  |  |                                                |                                                |
|  | USA Perpignan                            | 16                                            |             |    |                                                 |                                                 |  |  |                                                |                                                |
|  | USA Perpignan                            | 16                                            | RC Narbonne | 28 |                                                 |                                                 |  |  |                                                |                                                |
|  | 22 août 1984, Stade Maurice-Boyau, 17h30 |                                               | RC Narbonne | 28 |                                                 |                                                 |  |  |                                                |                                                |
|  |                                          | Stade toulousain                              | 26          |    |                                                 |                                                 |  |  |                                                |                                                |
|  | Stade toulousain                         | Stade toulousain                              | 26          | 24 |                                                 |                                                 |  |  |                                                |                                                |
|  | Stade toulousain                         |                                               |             | 24 |                                                 |                                                 |  |  |                                                |                                                |
|  | Section paloise                          | 10                                            |             |    |                                                 |                                                 |  |  |                                                |                                                |
|  | Section paloise                          | 10                                            |             |    |                                                 |                                                 |  |  |                                                |                                                |

## Palmarès
| Date | Vainqueur        | Finaliste        | Troisième        | Quatrième        |
| ---- | ---------------- | ---------------- | ---------------- | ---------------- |
| 1970 | AS Béziers       | Stade toulousain | -                | -                |
| 1971 | AS Béziers       | RC Narbonne      | -                | -                |
| 1972 | CA Brive         | AS Béziers       | -                | -                |
| 1973 | SU Agen          | Section paloise  | -                | -                |
| 1974 | AS Béziers       | RC Narbonne      | Stade toulousain | US Dax           |
| 1975 | SU Agen          | AS Béziers       | RC Narbonne      | Stade toulousain |
| 1976 | AS Béziers       | US Dax           | SU Agen          | FC Lourdes       |
| 1977 | AS Béziers       | Stade toulousain | Section paloise  | US Dax           |
| 1978 | RC Narbonne      | Stade toulousain | USA Perpignan    | US Dax           |
| 1979 | SU Agen          | FC Lourdes       | Stade toulousain | Stade bagnérais  |
| 1980 | AS Béziers       | Stade toulousain | FC Lourdes       | USA Perpignan    |
| 1981 | Stade toulousain | AS Béziers       | RC Narbonne      | SU Agen          |
| 1982 | SU Agen          | RC Narbonne      | Stade toulousain | AS Béziers       |
| 1983 | AS Béziers       | RC Narbonne      | SU Agen          | US Dax           |
| 1984 | RC Narbonne      | AS Béziers       | -                | -                |

| Rang | Club             | Vainqueur | Finaliste | Troisième | Quatrième |
| ---- | ---------------- | --------- | --------- | --------- | --------- |
| 1    | AS Béziers       | 7         | 4         | 0         | 1         |
| 2    | SU Agen          | 4         | 0         | 2         | 1         |
| 3    | RC Narbonne      | 2         | 4         | 2         | 0         |
| 4    | Stade toulousain | 1         | 4         | 3         | 1         |
| 5    | CA Brive         | 1         | 0         | 0         | 0         |
| 6    | US Dax           | 0         | 1         | 0         | 4         |
| 7    | FC Lourdes       | 0         | 1         | 1         | 1         |
| 8    | Section paloise  | 0         | 1         | 1         | 0         |
| 9    | USA Perpignan    | 0         | 0         | 1         | 1         |
| 10   | Stade bagnérais  | 0         | 0         | 0         | 1         |
| 11   | SC Grauhlet      | 0         | 0         | 0         | 0         |